# Діловодство
Діловодство, справочинство (документаційне забезпечення управління) — діяльність окремих працівників або підрозділів, щодо створення документаційно-інформаційної основи на різних носіях, для використання керівництвом під час виконання ним обов'язків у провадженні керування підприємством.
Розлогіше — це набір повсякденних дій, пов'язаних з обслуговуванням представницької будівлі, фінансовим плануванням, веденням обліку та виставленням рахунків, особистим розвитком, фізичним розподілом та логістикою в підприємстві, установі. Працівника, який здійснює таку діяльність, зазвичай називають діловодом, секретарем, адміністратором або офіс-менеджером, і він виконує основне завдання в управлінні будь-якою організацією, незалежно від її розмірів. Багато адміністративних посад вимагають, щоб такий робітник володів просунутими навичками роботи з програмними застосунками, як от Microsoft Word, Excel і Access.

## Основні напрямки
Документ — це засіб закріплення різними способами на особливому матеріалі інформації про факти, події об'єктивної дійсності та розумової діяльності людини. Залежно від матеріалу, що використовується для запису та збереження інформації, розрізняють документи на паперовій основі, на фотоплівці, магнітній стрічці, дискеті, лазерному диску тощо.
Діловодство складається з таких двох частин:
♦ документообігу;
♦ системи документування
Під діловодством розуміють діяльність апарату управління підприємства, що охоплює питання документування та організації роботи з документами в процесі здійснення ним управлінських функцій.
Суб'єктами документаційного забезпечення управління є органи державної влади, місцевого самоврядування, підприємства, установи та організації незалежно від форми власності, об'єднання громадян, фізичні особи, які здійснюють документування та організацію роботи з документами.

## Ознаки класифікації документів управління
Документи, задіяні в документаційному забезпеченні управління можуть бути класифіковані за такими ознаками:
- за змістом: з адміністративних питань, з бухгалтерського обліку, планування та ін.;
- за походженням: службові, особисті;
- за терміновістю: термінові, нетермінові;
- за доступністю: таємні, особливо таємні, для службового використання, нетаємні;
- за формою: типові, індивідуальні;
- за термінами зберігання: тимчасового зберігання довготермінового, постійного;
- за властивістю інформаційних зв'язків: вхідні, вихідні, внутрішні;
- за типом носіїв: паперові, електронні; стрічкові;
- за назвою: акти, інструкції, протоколи, накази, звернення та ін.

## Загальна структура документаційного забезпечення управління

### Діловодство
Діловодство — сукупність дій, що забезпечують документування управлінської інформації і організацію роботи зі службовими документами;.
Діловодство — Робота з документами від початку їх утворення до здачі в архів...
Основними завданнями служби діловодства, є встановлення єдиного порядку роботи з документами в установі, документаційне забезпечення на основі використання сучасної техніки, автоматизованої технології роботи з документами і скорочення кількості документів. Єдина номенклатура посад службовців визначає низку посад працівників діловодства: начальник канцелярії, помічник керівника установи, методист, завархіву, архіваріус, редактор, коректор, інспектор, секретар, діловод, стенографістка, друкарка, експедитор, кур'єр тощо.
Значення діловодства як однієї зі сфер управлінської діяльності визначає ряд чинників, перш за все його універсальність. Основу інформаційної сфери будь-якого підприємства, організації, фірми складають традиційні машинописні, рукописні, друковані документи. Інформація, яку вони містять, може бути використана тільки внаслідок здійснення ряду діловодних операцій. Діловодні операції займають значну частку у загальному обсязі управлінської праці.
Діловодство, забезпечуючи контроль за виконанням документів і ухвалених рішень, сприяє зміцненню державної та виконавчої дисципліни. Від правильної організації діловодства залежить повнота комплектування Національного архівного фонду. Вдосконалення діловодства здійснюють відповідно до державних стандартів і основних положень Єдиної державної системи діловодства (ЄДСД).
Діловодство забезпечує канцелярія.
Основні завдання канцелярії як установи:
- приймання, реєстрація, розподіл документів і доведення їх до виконавців;
- оформлення і відправка вихідних документів;
- стенографування і друкування документів;
- контроль за виконанням документів;
- формування справ і здача їх в архів;
- зберігання і забезпечення використання документів;
- методичне керівництво службою документації у всіх структурних підрозділах;
- підвищення вправності працівників установи щодо роботи з документами;
- контроль за веденням операцій з документами.

В невеликих установах, це призначення виконує секретар керівника установи.

### Документообіг
Документообіг — рух службових документів з часу їх створення або одержання суб'єктом документаційного забезпечення управління до часу завершення виконання, надсилання або знищення.
Документообіг в установі існує у вигляді потоків документів, які переміщуються між пунктами опрацювання інформації (керівниками установи і структурних підрозділів, фахівців) і пунктами технічного опрацювання документів (експедиція, машбюро, копіювально-розмножувальна служба).
Розрізняють потоки:
- вхідних документів (документи, які надходять з інших (вищих) інстанцій і які скеровуються керівникам, структурним підрозділам, окремим виконавцям);
- вихідних документів (документи, створені в установі для скерування адресатам за її межами);
- внутрішніх документів (документи, які створені і мають обіг в установі та не виходять за її межі).

Будь-який документ, незалежно від того потоку, у якому він перебуває (проектному, технологічному, нормативному, адміністративному, фінансовому), має прямий або опосередкований зв'язок з продукцією підприємства. Документообіг різнорідних потоків у спільному середовищі дає змогу відображати зв'язки між технічними, адміністративними, нормативними, фінансовими та іншими документами. Кожен з документів рухається у власному потоці, розробляється і маршрутизується різними користувачами. Спільне середовище лише відбиває зв'язки і дає змогу (за наявності прав) одержати відомості не тільки про технічні дані виробу, а й про маркетингові, фінансові, адміністративні документи щодо нього.

### Документопотік
Документопотік — це потік документів, які обертаються між підрозділами опрацювання і створення інформації (керівниками організації і структурних підрозділів, спеціалістами) і відділами технічного опрацювання документів (експедицією, секретаріатом, канцелярією тощо).
Вирізняють три основних документальних потоки:
- документопотік вхідних документів (листи, угоди, рекламні оголошення, відомчі розпорядження та настанови тощо). Більша частина документів, які обробляються, спрямовані керівнику підприємства (85-90 %), тільки 10-15 % — заступникам керівника, керівникам структурних підрозділів і окремим виконавцям;
- документопотік внутрішніх документів — з одного підрозділу в інший (накази, розпорядження, вказівки керівництва, службові записки, акти тощо);
- документопотік вихідних документів, який спрямовується у зовнішнє середовище (листі та відповіді на листи, угоди, звіти, контракти, прес-релізи тощо).

Документопотік відзначається такими ознаками:
- змістом або функціональною належністю;
- структурою;
- режимом або циклічністю;
- спрямованістю;
- обсягом.

Зміст документопотоку відзначається складом документів, які до нього входять і складом інформації, яка закріплена у цих документах.
Структура документопотоку описується ознаками, відповідно до яких документи можуть бути класифіковані, індексовані, сформована система довідкового апарату за документами організації. Структура документопотоків відповідає функціонально-цільовому призначенню документів, які його складають.
Режим або циклічність документопотоку визначається зміною у часі його інформаційного навантаження. Зміни можуть бути пов'язані із сезонним зменшенням ділової, політичної, управлінської активності, внутрішнім розпорядком роботи організації.
Напрям документопотоку залежить від певної технологічної ланки опрацювання документів: (документи, що реєструються і документи, що не реєструються; документи з контролем виконання і без контролю, тощо). На напрям документопотоку впливає також спосіб оцінки і засвідчення документів, які складають цей потік: узгодження, затвердження, ознайомлення тощо.
Об'єм документопотоку вимірюється кількістю документів або обсягом інформації, яка міститься в документах (аркуші, знаки, кількість доручень, виконавців тощо) за певний період. Зміни можуть бути пов'язані із сезонним зменшенням ділової, політичної, управлінської активності, внутрішніми ритмами роботи організації.

### Електронне забезпечення
Використання електронних технологій у документуванні не лише уможливило покращення роботи з документами, які вже існували, створивши їхні аналоги в електронній формі. Нові засоби документування та зберігання інформації привели до нових форм організації інформації. Яскравим прикладом цього є вебсайт - інформаційний об'єкт, що містить велику сукупність документів, які одночасно можуть читати велика кількість користувачів, які можуть бути географічно розосередженими. Електронно-обчислювальні машини дозволяють застосовувати математичні методи криптографії для розшарування доступу до відповідної документації на рівні.
Взаємообмін речовиною, енергією та інформацією між складовими системи, а також між системою та середовищем, називається метаболізмом. У системних дослідженнях виокремлюють речовинну, енергетичну, інформаційну, речовинно-енергетичну, речовинно-інформаційно-енергетичну форми метаболізму. Крім того, розрізняють внутрішню та зовнішню форми метаболізму. Внутрішній метаболізм має важливе значення для утворення цілісних властивостей систем, а зовнішній - визначає ступінь відкритості систем. 
По характеру зв'язаності розрізняють лінійні, централізовані, мережеві, сотові, скелетні, повнозв'язні й інші структури, утворені їх поєднаннями. Ці типи структур відзначаються своєю інформативністю {\displaystyle I,} яку можна розглядати як збалансовану по компонентам функцію вигляду 
{\displaystyle I\approx (\alpha X+\beta Y+\chi Z)M,}
де {\displaystyle X} - продуктивність елементів по переробці інформації, {\displaystyle Y} - швидкість запам'ятовування інформації, {\displaystyle Z} - швидкість передачі (обміну) інформації по прямим каналам зв'язку, {\displaystyle M} - число прямих зв'язків між компонентами системи, {\displaystyle \alpha ,\beta ,\chi } - безрозмірні коефіцієнти, які залежать від типу структури, значення яких визначаються методом моделювання. Як показали розрахунки, при однорідності елементів оптимальною по інформативності є сотова структура. Централізовані структури нерівномірні у розподілі інформаційного навантаження. У повнозв'язних й мережевих структурах зі збільшенням навантаження відбувається катастрофічний ріст кількості ретрансльовуваної інформації. Інформативність лінійних й скелетних структур є найменшою. 

структурна схема СА системи управлінського документообігу

Поведінка або процеси у скінченному автоматі елементу системи управлінського документообігу можна описати рівняннями станів (переходів) і рівняннями вихідних величин виду:
{\displaystyle {\begin{cases}a[n]=f_{\int }(a[n-1],\,\,u[n],\,\,a[0])=a_{0};\\x[n]=\varphi _{\int }(a[n]),\end{cases}}}
де {\displaystyle f(\cdot )} - "квантована" по рівню функція векторних змінних виду:
- {\displaystyle \varphi _{\int }(\cdot )} - "квантована на" за рівнем функція однієї векторної змінної;
- {\displaystyle a[0]=a_{0}} - вектор початкових станів.

Спеціальний індекс для функцій {\displaystyle f_{\int }(\cdot )} та {\displaystyle \varphi _{\int }(\cdot )} повинен нагадувати про те, що ці функції квантовані за рівнями. Тому вони можуть прибирати такі значення, які відповідають літерам свого алфавіту. 

## Переведення паперових документів у електронну форму
Стрімкий розвиток одержали технології переведення паперових документів у електронну форму заради впроадження електронного документообігу. Етапи переведення документа в електронну форму:
1. Сканування документа і створення його електронної копії у вигляді зображення (образ документа). Під час сканування виконується візуальний контроль якості.

1. Розпізнавання сканованих документів — переведення зображення у текстовий документ.

Переведення кожного із видів документів у електронну форму має такі особливості:
- для фотографій достатньо їхнього електронного зображення;
- для переведення текстів — їх треба розпізнати, можливо, відновити форматування;
- під час введення анкет, бюлетенів для голосування тощо, переважно, не потрібно зображення власне документа, а достатньо введеної інформації.

Зберігання документа, перетвореного в електронну форму, має свої переваги та вади.
| Спосіб        | Переваги | Недоліки |
| ------------- | --- | --- |
| Тільки текст  | Потребує незначної кількості дискового простору. Доступний повнотекстовий пошук документа. Можливе повторне використання тексту для підготовки документів у відповідь. | Рукописні документи не скануються. Можливе не зовсім точне відтворення зовнішнього вигляду документа. Необхідний час на верифікацію документа. |
| Тільки образ  | Можна сканувати рукописи і документи поганої якості. Економія часу на верифікації.                                                                                     | |
| Текст + образ | Доступний повнотекстовий пошук. Можливе повторне використання допису.                                                                                                  | Підвищені вимоги до апаратного забезпечення для зберігання великих обсягів інформації.                                                         |

## Законодавча регламентація в Україні
Інструкція з діловодства офіційно затверджена Кабінетом Міністрів України в Постанові №-1242 від 30.11.2011 і є обов'язковою для виконання усіма установами на території держави.